# Paul Hentzner
Paul Hentzner (* 29. Januar 1558 in Crossen, Schlesien; † 1. Januar 1623 in Oels) war ein deutscher Jurist und Reiseschriftsteller.
Als Tutor des jungen schlesischen Adligen Christoph von Rehdiger (1579–1636) bereiste er mit diesem ab Mai 1596 die Schweiz, Frankreich, England und Italien und kehrte 1600 über Tirol nach Schlesien zurück.

## Werk
1612 veröffentlichte Hentzner in Nürnberg eine Reisebeschreibung in lateinischer Sprache: Itinerarium Germaniae, Galliae, Angliae, Italiae, cum Indice Locorum, Rerum atque Verborum.
Horace Walpole ließ Hentzners Englandbeschreibung ins Englische übersetzen. Sie erschien 1797 unter dem Titel Hentzner’s Travels in England und wurde zu einer bedeutenden Quelle des Elisabethanischen Zeitalters. Hentzner beschreibt detailliert das Alltagsleben der Londoner Bevölkerung, Sitten und Gebräuche und seine Eindrücke vom Hof der Königin.